# Pischtschiw
Pischtschiw (ukrainisch Піщів, russisch Пищов Pischtschow, polnisch Piszczów) ist ein Dorf im Westen der ukrainischen Oblast Schytomyr mit etwa 700 Einwohnern.

## Geographie
Die Ortschaft liegt am Fluss Tytysch (Титиж), 22 km westlich vom Rajonzentrum Swjahel und etwa 103 km nordwestlich vom Oblastzentrum Schytomyr entfernt.
Durch das Dorf verläuft die Europastraße 40 zwischen Swjahel und Korez.

## Geschichte
Das Dorf wurde 1650 zum ersten Mal schriftlich erwähnt und lag in der Woiwodschaft Kiew in Polen-Litauen. Nach der Zweiten Polnischen Teilung 1793 fiel das Dorf an das Russische Kaiserreich. Nach dem Russischen Bürgerkrieg kam das Dorf an die Sowjetunion und dort zur Ukrainischen SSR. Während des Deutsch-Sowjetischen Kriegs wurde das Dorf zwischen 1941 und 1944 von der Wehrmacht besetzt. Seit dem Zerfall der Sowjetunion 1991 ist das Dorf Teil der unabhängigen Ukraine.

## Verwaltungsgliederung
Am 7. August 2017 wurde das Dorf zum Zentrum der neugegründeten Landgemeinde Pischtschiw (ukrainisch Піщівська сільська громада/Pischtschiwska silska hromada), zu dieser zählen noch die 10 in der untenstehenden Tabelle aufgelisteten Dörfer, bis dahin bildete es zusammen mit den Dörfern Dublynky und Scherebyliwka die gleichnamige Landratsgemeinde Pischtschiw (Піщівська сільська рада/Pischtschiwska silska rada) im Westen des Rajons Swjahel.
Folgende Orte sind neben dem Hauptort Pischtschiw Teil der Gemeinde:
| Name                     | Name            | Name                                   |
| ukrainisch transkribiert | ukrainisch      | russisch                               |
| ------------------------ | --------------- | -------------------------------------- |
| Dublynky                 | Дублинки        | Дуплинки (Duplinki)                    |
| Kalyniwka                | Калинівка       | Калиновка (Kalinowka)                  |
| Kosseniw                 | Косенів         | Косенев (Kossenew)                     |
| Krajnja Deraschnja       | Крайня Деражня  | Крайняя Деражня (Krainjaja Deraschnja) |
| Partysanske              | Партизанське    | Партизанское (Partisanskoje)           |
| Powtschyne               | Повчине         | Повчино (Powtschino)                   |
| Scherebyliwka            | Жеребилівка     | Жеребиловка (Scherebilowka)            |
| Serednja Deraschnja      | Середня Деражня | Средняя Деражня (Srednjaja Deraschnja) |
| Suchowolja               | Суховоля        | Суховоля (Suchowolja)                  |
| Welyka Deraschnja        | Велика Деражня  | Великая Деражня (Welikaja Deraschnja)  |